# Детерминированность
Детерминированность (от лат. determinans — определяющий) — определяемость. Процесс, исход которого полностью определен алгоритмом, значениями входных переменных и начальным состоянием системы. Под жёсткой детерминированностью процессов в мире понимается однозначная предопределённость, то есть у каждого следствия есть строго определённая причина. В таком смысле является антонимом стохастичности. Но детерминированность не всегда тождественна предопределённости. Например, может быть детерминированность будущим (целевая детерминация), когда предполагаемые субъектом цели в его возможном будущем определяют его поведение в настоящем.
Детерминированность в решении какой-либо практической задачи или в алгоритме означает, что способ решения задачи определён однозначно в виде последовательности шагов. На любом шаге не допускаются никакие двусмысленности или недомолвки. «При применении алгоритма к одним и тем же исходным данным должен получаться всегда один и тот же результат, поэтому, например, процесс преобразования информации, в котором участвует бросание монеты, не является детерминированным и не может быть назван алгоритмом».
Все фундаментальные законы классической механики — детерминистические.